# Ziegelhütte (Wachenzell)
Ziegelhütte ist ein Ortsteil der Gemeinde Pollenfeld im oberbayerischen Landkreis Eichstätt.

## Lage
Die Einöde liegt in der Gemarkung Wachenzell auf der Hochfläche der Südlichen Frankenalb nördlich des Altmühltales, an einem Waldrand etwa 2200 m östlich von Pollenfeld. Sie besteht aus zwei Anwesen. Am Südrand steht eine Kapelle.
Eine Straße führt nach Norden in Richtung Wachenzell.

## Geschichte
Ziegelhütte war ein Ortsteil der ehemaligen Gemeinde Wachenzell und wurde im Zuge der Gemeindegebietsreform am 1. Juli 1972 zusammen mit seinem Hauptort in die Gemeinde Pollenfeld eingegliedert.